# Archiloa westbladi
Archiloa westbladi är en plattmaskart som beskrevs av Ax 1954. Archiloa westbladi ingår i släktet Archiloa och familjen Monocelididae. Arten är reproducerande i Sverige. Inga underarter finns listade i Catalogue of Life.